# Pierre-Jules-Emile Beyne
Pierre-Jules-Emile Beyne, francoski general, * 1880, † 1968.